# Macedonio (famiglia)
I Macedonio sono stati una nobile famiglia di Napoli appartenente al sedile di Porto nel XV e XVI secolo e di origine normanna.

## Storia
La famiglia era stata ritenuta, a causa del nome, di origine greca, ma doveva essere di origine piuttosto napoletana.
In seguito al matrimonio con una delle sei sorelle ultime eredi della famiglia Proculo, ereditarono con altre cinque famiglie il giuspatronato sulla chiesa di San Pietro a Fusariello ed appartennero al sedile di Porto.
Dagli inizi del Seicento erano suddivisi in più linee, che ottennero separatamente diversi titoli e si intrecciarono tra loro per mezzo di matrimoni fra cugini. Ebbero dall'inizio del Seicento i titoli di marchesi di Ruggiano, marchesi di Tortora e marchesi di Oliveto (titolo ereditato dalla famiglia Cioffi), di baroni di Campora, ceduta poi a metà del Settecento e acquistarono nel 1730 la baronia di Senerchia e nel 1780 il feudo di Capriglia. Una linea separata ottenne nel 1646 il titolo di duchi di Grottolelle. Le linee napoletane dei marchesi di Ruggiano si estinsero intorno alla metà dell'Ottocento
Tra i personaggi della famiglia si ricordano
- Bartolomeo Macedonio che prestò al re Carlo I d'Angiò i fondi per la guerra contro Corradino di Svevia.
- Leone Macedonio fu sindaco di Napoli e in seguito nominato viceré delle Calabrie dal re Alfonso I d'Aragona. Da lui ebbero origini i rami calabresi, oggi estinti nei marchesi  Lupis-Macedonio di Grotteria
- Marcello Macedonio, (Napoli, 1582 - 1620), patrizio napoletano del "sedile" di Porto, fu poeta e scrittore, sposa Capuana Lucrezia Di Falco il 17-4-1580. Le sue raccolte, fra cui l'opera Le nove Muse, vennero date alle stampe da Pietro Macedonio suo fratello.[7].
- Luigi Macedonio, (Napoli, 1764- 1840), cavaliere del sovrano Ordine di Malta (1776), patrizio napoletano, ministro delle Finanze nella Repubblica Napoletana del 1799, intendente dell'Amministrazione di Caserta, San Leucio e Carditello e consigliere di Stato (1806), intendente della provincia di Terra di Lavoro e della provincia di Napoli (1809), intendente di Casa Reale (1811), ministro delle Finanze (1815 e 1820).[8]

## Arma
- I Macedonio (Napoletano) (IT) vaiato d'azzurro e d'argento al leone d'oro, (citato in 31).[9]
- I Macedonio di Maione (Napoletano) (IT) vaiato d'argento e d'azzurro alla banda d'oro attraversante, caricata di un leone rosso, (citato in 31)[9]